# Abdon Milanez (político)
Abdon Felinto Milanez (Areia, 30 de julho de 1831 — Rio de Janeiro, 7 de janeiro de 1903) foi um político e médico brasileiro.

## Carreira
Abdon Milanez fez seus estudos de medicina em Salvador, Bahia, onde se formou em 1857 e conheceu sua mulher, Grancinda Cotegipe Milanez (nascida Cotegipe de Britto).
Serviu por dezenove anos o Exército Brasileiro, dos quais oito contratado como médico e os anos restantes como parte do corpo efetivo. Pertenceu ao Partido Republicano da Paraíba e durante a crise política de 1892 foi ao Dr. Abdon que Floriano Peixoto, este residente na Paraíba, recorreu para substituir o então governador Venâncio Neiva.
Deputado provincial de 1880 a 1881 e senador durante a Primeira República entre 1894 a 1902, foi também sócio-fundador do Instituto Histórico e Geográfico da Paraíba (IHGP) em 1905.

## Família e ascendência
Filho do comerciante areiense Manoel da Fonseca Milanez, Abdon foi pai do compositor erudito Abdon Felinto Milanez, de quem era homônimo. Os Fonseca Milanez têm ascendência ítalo-portuguesa e foi família de grande prestígio político e cultural no Brasil pós-independência (século 19).